# Grammia approximata
Grammia approximata là một loài bướm đêm thuộc phân họ Arctiinae, họ Erebidae.